# Alicja Klasik
Alicja Klasik, née le 14 février 2004, est une escrimeuse polonaise spécialiste de l'épée.

## Carrière
Membre de l'équipe féminine polonaise d'épée aux Jeux olympiques d'été de 2024, le quatuor bat les Américaines 31 à 29 en quart de finale avant d'être battu en demi-finale par les Française 45 à 39. Réserviste, elle ne participe pas à la petite finale, les Polonaises battent finalement les Chinoises 32 à 31.

## Palmarès
- Jeux olympiques
  -  Médaille de bronze par équipes aux Jeux olympiques de 2024 à Paris